# Лоха (Гранада)
Лоха (Гранада) (шп. Loja) град је у Шпанији у аутономној заједници Андалузија у покрајини Гранада. Према процени из 2017. у граду је живело 20 641 становника.

## Становништво
Према процени, у граду је 2017. живело 20 641 становника.
| 2017.  |
| ------ |
| 20.641 |

## Партнерски градови
- Ермон
- Loja